# Сисидзима
Cисидзима (яп. 獅子島 Сисидзима, «остров сиси») — остров на юге Японии, в архипелаге Амакуса, расположенный в префектуре Кагосима.　Остров лежит в заливе Яцусиро, к северо-востоку от островов Нагасима, Сёурадзима и Икарадзима.
Его площадь составляет 17,01-17,6 км². Население — 637 человек (2020). Длина береговой линии составляет 36,5-41,8 км. Высочайшая точка — гора Ситиро (яп. 七郎山, 393 м).
Сисидзима лежит на северо-западе префектуры (самая северная её точка), территориально относится к посёлку Нагасима. Она окружён восьмью островками, включая Маэдзиму и Нодзиму.
Основные отрасли экономики Сисидзимы — сельское хозяйство и рыболовство. На острове есть как рисовые поля, так и пахотные земли, основная культура — микан. Разводят желтохвоста, пагра, паралихта.
Остров образовался 150 млн лет назад и знаменит своими окаменелостями, особенно аммонитами. После нахождения окаменелостей на горе Ситиро в 1987 году на острове был открыт государственный музей.